# جی.آی. جو: ظهور کبرا
جی. آی. جو: ظهور کبرا (به انگلیسی: G.I. Joe: The Rise of Cobra) فیلمی محصول سال ۲۰۰۹ به کارگردانی استیون سامرز است. در این فیلم چنینگ تیتوم، کریستوفر اکلستون، جوزف گوردون-لویت، سینا میلر، مارلون وینس، آدواله آکینویه آگباجه، دنیس کواید، ری پارک، جاناتان پرایس، سعید تغماوی و آرنولد وسلو بازی کردند. در سال ۲۰۱۳ دنباله این فیلم با نام جی.آی.جو: تلافی ساخته شد.